# Gianfar
Gianfar (lambda Draconis) is een ster in het sterrenbeeld Draak (Draco).